# Ansley Cargill
Ansley Cargill (Atlanta, Georgia, 1982. január 5. –) amerikai teniszezőnő. 2001-ben kezdte profi pályafutását, négy  egyéni és négy páros ITF-torna győztese. Legjobb egyéni világranglista-helyezése kilencvenedik volt, ezt 2003 májusában érte el.

## Év végi világranglista-helyezései
| Év       | 1998 | 1999 | 2000 | 2001 | 2002 | 2003 | 2004 | 2005 | 2006 |
| Helyezés | 656. | 380. | 302. | 233. | 125. | 103. | 240. | 299. | 215. |